# مهرجان الأقصى

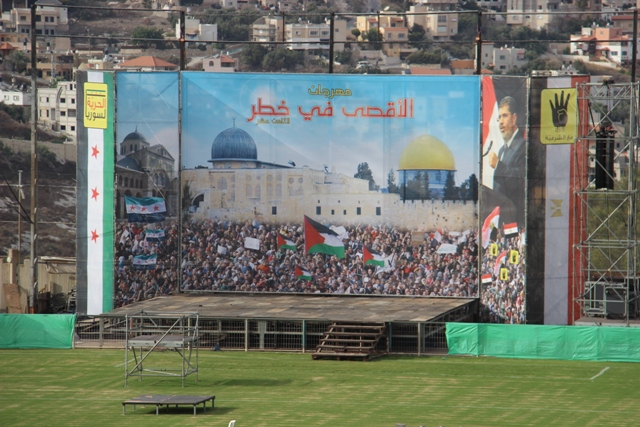
منصة مهرجان الأقصى في خطر الثامن عشر في عام 2013.

مهرجان الأقصى أو مهرجان الأقصى في خطر هو مهرجان فلسطيني كانت تقيمه الحركة الإسلامية (الجناح الشمالي) سنويًا في مدينة أم الفحم بين عامي 1996 و2015. كان الهدف الأساسي من إقامته الكشف عن الأخطار المحدقة بالمسجد الأقصى، جراء الحفريات التي تقوم بها الحكومة الإسرائيلية أسفل المسجد الأقصى منذ عام 1996 وحتى اليوم. والتي تشكل خطرًا على أساسيات بناء المسجد؛ حيث حدثت عدة انهيارات أرضية في ساحاته مع سقوط العديد من الأشجار. من جهة الحكومة الإسرائيلية فإن هدف هذه الحفريات هو البحث عن دليل أثري لهيكل سليمان وهو المعبد اليهودي المذكور في الكتاب المقدس العبري. كان سبب توقف إقامة المهرجان هو حظر الحركة الإسلامية (الجناح الشمالي) قانونيًا في عام 2015. كان بطل المهرجان الشيخ رائد صلاح -رئيس الحركة الإسلامية (الجناح الشمالي)- والملقب بـ «شيخ الأقصى». كان يعتبر المهرجان مقصدًا للآلاف من المشاركين حول فلسطين حتى أصبح حدثًا تشتهر به مدينة أم الفحم.